# Élections municipales de 2026 à La Rochelle
Pour des articles plus généraux, voir Élections municipales françaises de 2026 et Élections municipales de 2026 en Charente-Maritime.
Les élections municipales de 2026 à La Rochelle auront lieu en mars 2026. Elles visent au renouvellement du conseil municipal et du conseil communautaire de la communauté d'agglomération de La Rochelle.

## Modalités du scrutin

### Dates
Ces élections se tiendront en mars 2026, les dates précises seront annoncées par décret au moins 3 mois avant le scrutin.

### Mode de scrutin
L'élection des conseillers municipaux et communautaires se déroule selon un scrutin de liste à deux tours avec prime majoritaire : les candidats se présentent en listes complètes avec la possibilité de deux candidats supplémentaires. Lors du vote, on ne peut faire ni adjonction, ni suppression, ni modification de l'ordre de présentation des listes. Chaque bulletin de vote comporte deux listes : une liste de candidats aux seules élections municipales et une liste de ceux également candidats au conseil communautaire.
Le nombre de sièges à pourvoir au conseil municipal de La Rochelle correspond à celui des communes dont la population est comprise entre 60 000 et 80 000 habitants, soit 49 sièges,. Les conseillers municipaux sont élus au suffrage universel direct pour une durée de mandat de six ans. L'élection se termine au premier tour en cas de majorité absolue. Le cas échéant, un second tour a lieu. Les listes qui ont obtenu au moins 10 % des suffrages exprimés au premier tour peuvent se présenter au second. Les candidats des listes qui ont obtenu plus de 5 % des suffrages exprimés au premier tour peuvent rejoindre une autre liste.
La liste ayant obtenu le plus de voix se voit attribuer la moitié des sièges, arrondie à l'entier supérieur si nécessaire. Ainsi, la liste majoritaire obtiens automatiquement 25 sièges. Les 24 sièges restants sont attribués à la représentation proportionnelle à la plus forte moyenne aux listes ayant obtenu au moins 5 % des suffrages exprimés au second tour (ou au premier tour en cas de tour unique).

## Contexte

### Scrutin précédent
Les élections municipales de 2020 ont été marquées par une abstention massive en raison de la pandémie de Covid-19, la participation lors du 1er tour s'étant effondrée de 54 % en 2014 à 38 % en 2020.
Sur le plan local, la liste divers gauche conduite par Jean-François Fountaine, candidat à sa propre succession, soutenue par la République en Marche et le Parti Socialiste réussi à se maintenir à la tête de la ville et obtient 35 sièges, soit autant que lors de la mandature précédente.
Le Parti radical de gauche, mené par Olivier Falorni, député de la 1re circonscription, devient la première force d'opposition en obtenant 10 sièges.
Enfin, la liste écologiste parvient elle aussi à entre au conseil municipal en récupérant les 4 derniers sièges.
Les Républicains ne parviennent pas à conserver leurs 4 sièges, la liste n'ayant pas atteint les 10 % au 1er tour et n'ayant pas fusionné avec une autre liste pour le 2d, tout comme la liste de la France insoumise.

### Contexte politique local
Maire de La Rochelle depuis 2014, Jean-François Fountaine a décidé de rendre son mandat de maire à compter du 6 juin 2025, laissant ainsi la place à Thibaut Guiraud, tout en restant pour autant président de la communauté d'agglomération,.

## Sondages
Tout sondage d'opinion est affecté par une marge d'erreur.
Une couleur arbitraire est associée à chaque institut de sondage ; ces couleurs sont une aide visuelle et ne correspondent pas à une tendance politique.

## Résultats
|                          |               |       |              |              |             |             |        |        |  |
| Tête de liste            | Tête de liste | Liste | Premier tour | Premier tour | Second tour | Second tour | Sièges | Sièges |  |
| Tête de liste            | Tête de liste | Liste | Voix         | %            | Voix        | %           | CM     | CC     |  |
|                          |               |       |              |              |             |             |        |        |  |
|                          |               |       |              |              |             |             |        |        |  |
|                          |               |       |              |              |             |             |        |        |  |
|                          |               |       |              |              |             |             |        |        |  |
|                          |               |       |              |              |             |             |        |        |  |
| Votes valides            |               |       |              |              |             |             |        |        |  |
| Votes blancs             |               |       |              |              |             |             |        |        |  |
| Votes nuls               |               |       |              |              |             |             |        |        |  |
| Total                    | Total         | Total |              | 100          |             | 100         | 49     | 33     |  |
| Abstention               |               |       |              |              |             |             |        |        |  |
| Inscrits / participation |               |       |              |              |             |             |        |        |  |